# Hejőkürt
Hejőkürt is een plaats (község) en gemeente in het Hongaarse comitaat Borsod-Abaúj-Zemplén. Hejőkürt telt 340 inwoners (2001).